# 科勒姆 (蒙大拿州)
科勒姆（英語：Coram）是位於美國蒙大拿州弗拉特黑德縣的普查規定居民點。

## 歷史
科勒姆的郵局自1914年營運至今。

## 人口
根據2020年美國人口普查的數據，科勒姆的面積為9.98平方千米，當中陸地面積為9.61平方千米，而水域面積為0.37平方千米。當地共有人口572人，而人口密度為每平方千米57.31人。